# Elisabeth de Stoutz
Pour les articles homonymes, voir De Stoutz.
Elisabeth de Stoutz, née à Genève le 5 mai 1854 et morte dans la même ville le 7 mai 1917, est une peintre suisse.

## Biographie
Fille de Frédéric-Amédée de Stoutz et d'Adèle De Combes, elle est née dans une famille aisée qui subit un revers de fortune en 1877. Elle ne s'est pas mariée et n'a pas eu d'enfant. Touchée par une grave maladie dès 1899, elle continue néanmoins à faire des croquis et à peindre.

## Parcours professionnel
Elle est l’élève de Jeanne Gillet à l'École des beaux-arts (1877-1880) puis devient l'assistante de Frédéric Gillet (1881-1885). En 1885 elle fait un voyage aux Pays-Bas et la découverte de Rembrandt la bouleverse. Elle suit ensuite des cours avec Barthélemy Menn pendant trois ans. Elle peint beaucoup la campagne, la vie des paysans, les femmes, les enfants. En 1896 elle s'émerveille devant une exposition de Eugène Carrière au Musée Rath. Elle donne aussi  des cours à Claire-Lise Monnier.

## Distinctions
Second prix au Concours Diday 1890 avec Petite Convalescente

## Expositions
- Genève : Musée de l'Athénée, 1888
- Genève : Exposition Municipale, 1888[7]
- Exposition universelle de Paris de 1889 (La Grand-mère au village, Scène d'intérieur)
- Genève : Musée de l'Athénée, 1891
- Genève : Exposition Municipale, 1891[8]
- Genève : Musée de l'Athénée, 1892 (La Ronde)
- Berne : Exposition nationale des beaux-arts, 1892
- Genève : Musée de l'Athénée, 1893
- Genève : Salle de l’Institut, 1895
- Genève : Exposition nationale suisse, 1896 (Les moutons)
- Genève : Salle de l’Institut, 1901[9]
- Genève : Musée Rath, 1910[10]
- Berne : Exposition nationale, 1914 (Trois grand'mères, sa dernière œuvre)
- Genève : Galerie Moos, 1917
- Genève : Galerie Moos, 1918 (avec Armand Apol et Gustave François)[11]
- Genève : Musée de l'Athénée, 1928
- Genève : Musée Rath : Musée de l'Athénée, 1957 (Cent ans de peinture genevoise : à l'occasion du centenaire de la Société des amis des beaux-arts)[12]

## Collections publiques
- Portrait de dame Robineau, Musée d'art et d'histoire de Genève[13]
- Portrait de Mme Barry, Musée d'art et d'histoire de Genève
- La Ronde, Musée d'art et d'histoire de Genève[14]
- La Grand'mère, Musée d'art et d'histoire de Genève
- Religieuse enseignant à deux enfants, Musée d'art et d'histoire de Genève
- La petite tricoteuse, Musée d'art et d'histoire de Genève

## Concours
Un Concours Elisabeth de Stoutz, consacré au dessin, a été institué par son amie Louisa Volz en 1930, 1934, 1935, 1939, 1957, 1978, 1992.

## Publications
- Mon bonheur en ce monde : Souvenirs et Croquis. - Genève ; Paris : F. Boissonas, 1927[16]

## Sources
- « Elisabeth de Stoutz », sur SIKART Dictionnaire sur l'art en Suisse.